# Context-Based Access Control
Als Context-Based Access Control (CBAC) bezeichnet man in der Netzwerktechnik einen intelligenten Filter für TCP- und UDP-Pakete zur Zugriffssteuerung und -kontrolle auf Dateien oder Dienste, der verbindungsspezifische Protokoll-Informationen („stateful“) auf der OSI-Modell-Anwendungsschicht (Schicht 7) verwendet. Im Gegensatz zum RBAC-Verfahren kann CBAC kontextabhängig, etwa in Abhängigkeit vom anfragenden Netzwerk, agieren.
Ein Netzwerkfilter ohne CBAC ist auf die Prüfung von Datenpaketen der Vermittlungsschicht (Schicht 3) bzw. höchstens der Transportschicht (Schicht 4) sowie die Verarbeitung von Zugriffssteuerungslisten beschränkt. Allerdings untersucht CBAC nicht nur diese Ebenen, sondern auch die Informationen des Anwendungsschicht-Protokolls (z. B. FTP-Verbindungs-Informationen). Dies ermöglicht die Unterstützung von Protokollen, bei denen mehrere Kanäle als Ergebnis der Verhandlungen mit dem Kontroll-Kanal erstellt werden. Die meisten der Multimedia-Protokolle sowie einige andere Protokolle (z. B. FTP, RPC- und SQL * Net) umfassen mehrere Kanäle. 
CBAC bietet außerdem die folgenden Vorteile: 
- Denial-of-Service-Prävention und Detektion
- Echtzeit-Warnungen